# Bazernik
Bazernik (makedonska: Базерник) är en ort i Nordmakedonien. Den ligger i kommunen Demir Hisar, i den sydvästra delen av landet, 90 kilometer söder om huvudstaden Skopje. Bazernik ligger 954 meter över havet och antalet invånare är 154.